# Dendronephthya alba
Dendronephthya alba is een zachte koraalsoort uit de familie Nephtheidae. De koraalsoort komt uit het geslacht Dendronephthya. Dendronephthya alba werd in 1952 voor het eerst wetenschappelijk beschreven door Huzio Utinomi. 